# Сад Аксакова
Сад имени С. Т. Аксакова (МУП «Сад культуры и отдыха имени С. Т. Аксакова»; ранее — Блохинcкий сад, Видинеевский сад, сад им. Луначарского; устар. разг. Лунный сад, «Луна») — общественный сад в Голубиной слободе Новой Уфы, в квартале улиц Пушкина, Новомостовой, Заки Валиди и Цюрупы Кировского района города Уфы, названный в честь С. Т. Аксакова.
Является ландшафтным памятником и памятником градостроительства конца XX века. В 1894–1991 в саду находился Видинеевский театр.

## Описание
Сад характеризуется регулярной планировкой.
В саду растут дуб, американский клён, остролистный клён, вяз, берёза, ива (на берегу пруда), рябина, липа, сибирская лиственница, бальзамический тополь, белый тополь (в восточной части), сосна, ель; также расположены два альпинария. У главного входа в сад стоят канадские тополя высотой около 30 м и диаметром стволов до 1,1–1,2 м. Всего здесь насчитывается более 50 старовозрастных деревьев.
В саду находится родник и пруд, на котором гнездятся два лебедя. В советское время на пруду был каток.
Главный вход сада — арка с колоннами и боковыми кассами — выполнен в стиле сталинского ампира. Усадьба Блохина со зданием водочного завода и здание гостиницы Краевского не входят в ансамбль и территорию сада, но неразрывно связаны с ним.

## История
Родители писателя Сергея Аксакова — Тимофей Степанович и Мария Николаевна (Зубова) Аксаковы — приобрели усадьбу с надворными постройками и плодовым садом у Веселовских, по современной улице Пушкина, и переехали туда сразу после свадьбы, состоявшейся в 1788.
Не огорчай же меня, возьми деньги и купи дом в Голубиной слободе на своё имя.С. Т. Аксаков, Семейная хроника
В доме, который стоял рядом с современным главный входом в сад со стороны улицы Пушкина, 20 сентября (1 октября) 1791 родился Сергей Тимофеевич Аксаков. Этот дом, однако, не сохранился. Он сгорел в пожаре в 1821. Его место отмечено памятным знаком.
В 1822 Аксаковы, воспользовавшись появлением насыпи через безымянный овраг, использовали её как запруду, устроив в самом начале оврага пруд, откуда вытекал ручей — основной (правый) приток реки Ногайки. Позднее Аксаковы переехали в усадьбу Н. С. Зубова, деда С. Т. Аксакова (ныне — мемориальный дом-музей С. Т. Аксакова).
В 1833, как общественный платный сад, заложен на пожертвования уфимского купца А. Блохина. Его усадьба представляла собой большой хозяйственный комплекс — каменный дом, небольшой водочный заводик, и деревянный дом с номерами и флигелем, — к которому примыкал сад с аллеями и клумбами, предназначенный для отдыха граждан за плату.
В 1867 Блохины покупают Аксаковскую усадьбу. С середины XIX века усадьба принадлежала купцу 1-й гильдии К. И. Блохину. Его сын и наследник, А. К. Блохин — в 1875 в саду построил театр и посадил берёзовую рощу.
В 1884 усадьба с садом на торгах продана М. В. Пупышеву, которая в 1888 перешла во владение купца В. И. Видинеева. С 1892 — Видинеевский сад. В 1894 В. И. Видинеев построил в саду новый двухэтажный летний деревянный театр — Видинеевский.
В 1910 году в саду (наряду с Ушаковским парком) открыты первые теннисные корты в Уфимской губернии.

#### После 1917
В 1917 частный сад передан в ведомство города и переименован в честь Наркома просвещения СССР А. В. Луначарского, которое уфимцы сократили до «Лунный» или «Луна». В саду летом ежедневно, с 8 часов вечера и до полуночи, играл духовой оркестр; также действовали павильон-читальня, бильярдная, ресторан, а на эстраде ежедневно проводились концертные программы. Здание ресторана и театра открывалось только летом.
В 1938 проведены работы по укреплению берегов пруда.
В 1956 главный вход в сад украсила арка с колоннами и кассами, установлена металлическая изгородь. В саду построили площадку для аттракционов, а также комнату смеха, киноплощадку и фонтаны; установили гипсовые скульптуры. Памятник Ленину установлен в 1957 и существовал до 1990.
В начале 1960-х большинство дорожек в саду заасфальтировали (вместо гранитной крошки) — из-за этого нарушился сток воды, это привело к заболачиванию территории, и также пруд стал заболачиваться — погибло много деревьев (большое число берёз), посаженных ещё при К. И. Блохине, место которых заняли ивы и акации. В 1968 берега пруда выложены плитами. С 1969 часть территории сада занята заводом «Уфимкабель».
В 1989 Постановлением Совета Министров Башкирской АССР (по другим данным, в 1992) в связи с 200-летием со дня рождения С. Т. Аксакова, сад получил современное название; на месте дома, в котором родился писатель, установлен памятный знак. В этом же году Распоряжением Совета Министров, сад включён в перечень парков-памятников культуры в Уфы.
В 1991, несмотря на протесты горожан, снесён Видинеевский театр.
В 1998–2002 проведены работы по улучшению дренажной системы сада, а также благоустройству участка вокруг пруда. В 2008 установлено новое ограждение со стороны Новомостовой улицы, проведено дополнительное освещение.
В 2017 построена новая сценическая площадка.

#### Реконструкция в 2023
В 2023 сад закрыт на реконструкцию. Проект реконструкции разработан коллективом архитекторов «Архитектурная мастерская Дмитрия Винкельмана», стоимость реконструкции 243,3 млн рублей.
Реконструкция, с возможным сносом и полной его заменой копией, главного входа в сад, как и сам проект реконструкции сада, вызвали общественный резонанс.

## В искусстве
Сад изображён на картине А. Д. Бурзянцева «Сад Луначарского. Место, где родился С. Т. Аксаков» (1989).

## Галерея

Сад на дореволюционных открытках
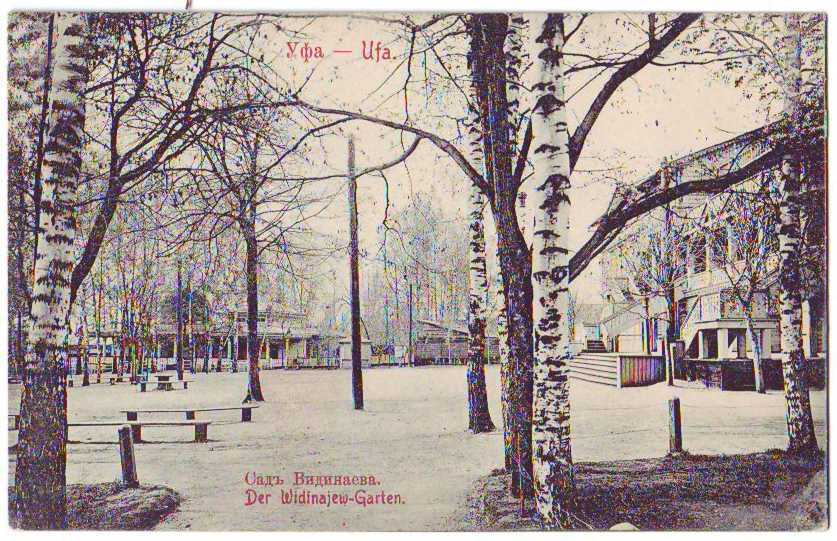
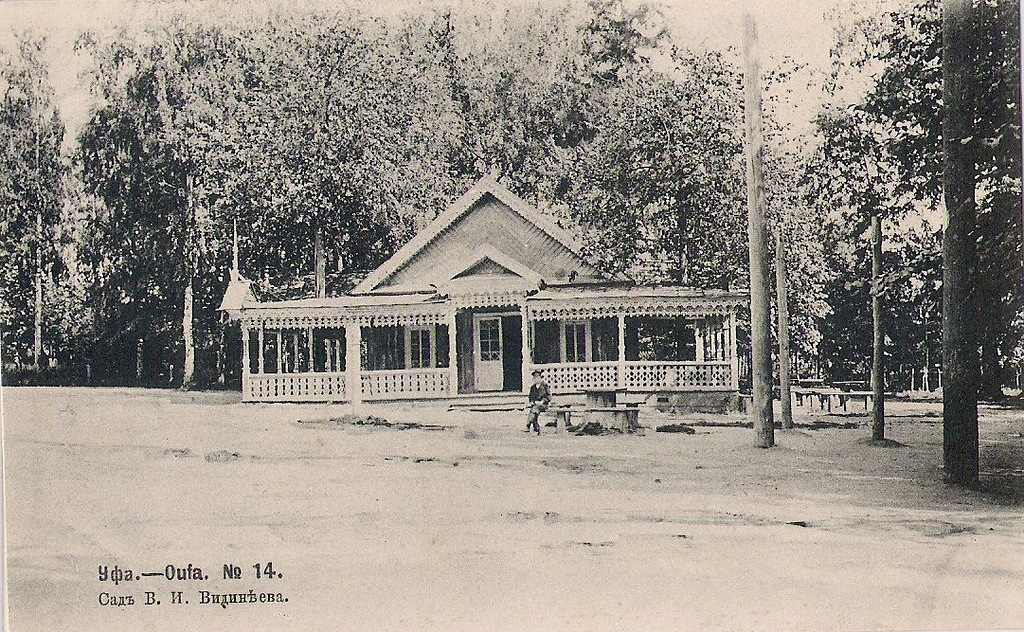

Современные фотографии
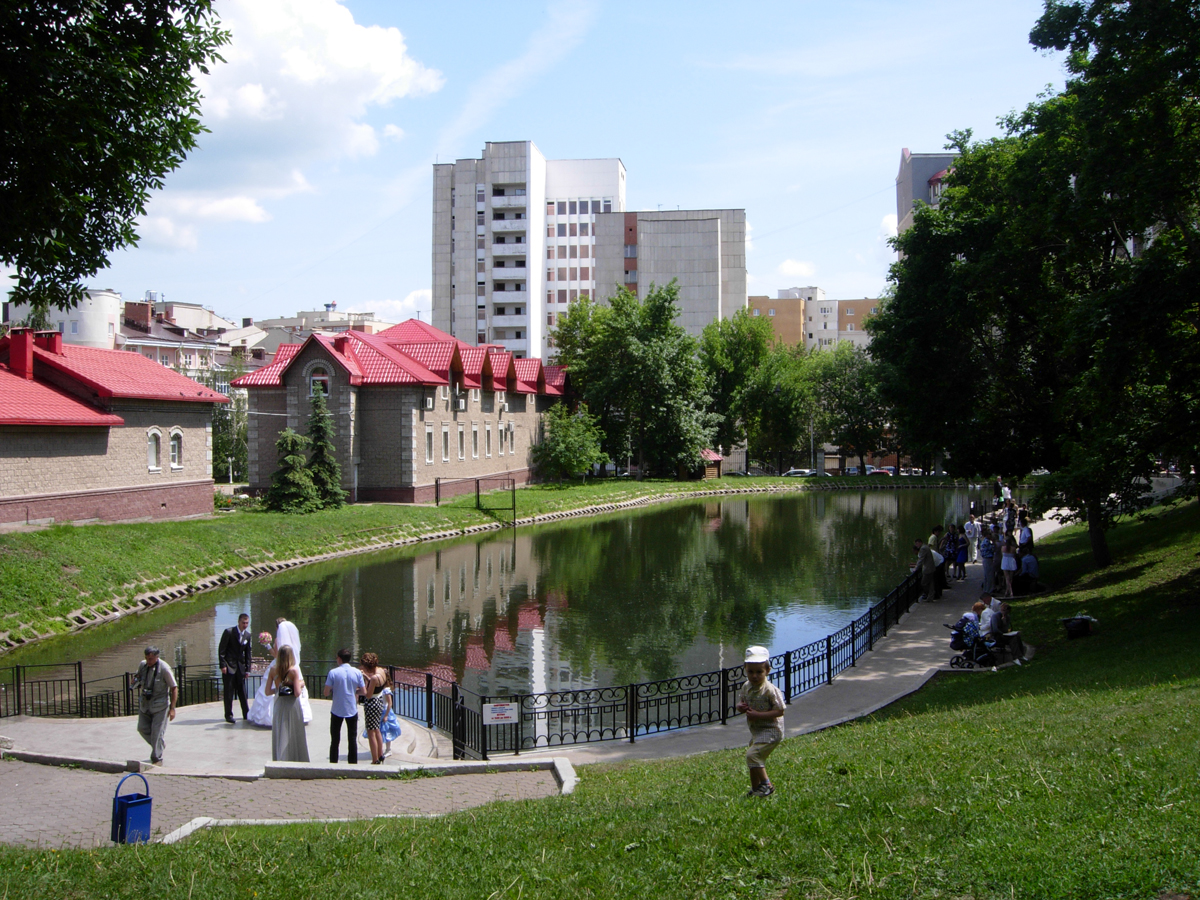
К озеру приходят молодожёны
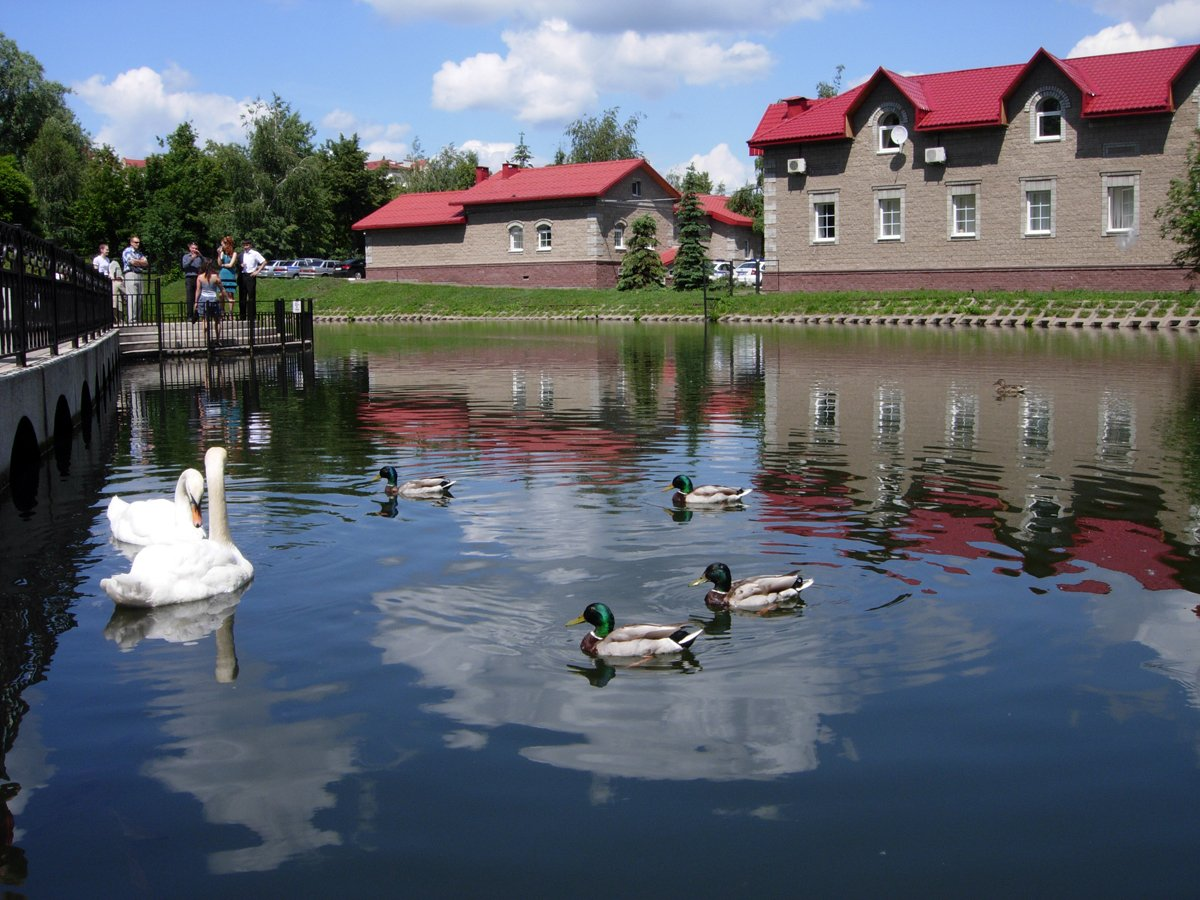
В озере водятся лебеди и утки

#### Книги
- В. Ф. Шабрина. Сад им. С. Т. Аксакова (Уфа) // Башкирская энциклопедия / гл. ред. М. А. Ильгамов. — Уфа : ГАУН РБ «Башкирская энциклопедия», 2015—2024. — ISBN 978-5-88185-306-8.
- Сад культуры и отдыха имени С. Т. Аксакова // Башкортостан : Краткая энциклопедия / гл. ред. изд. Р. З. Шакуров. — Уфа : НИ Башкирская энциклопедия, 1996. — 672 с. — 50 000 экз. — ISBN 5-88185-001-7.
- С. Г. Синенко. Аксакова сад (Блохинский, Видинеевский, им. А. В. Луначарского) // Уфа старая и новая : популярная иллюстрированная энциклопедия. — Уфа : Государственное республиканское издательство «Башкортостан», 2007. — 272 с. — 3000 экз. — ISBN 978-5-8258-0236-7.
- Г. Ф. Гудков, З. И. Гудкова. С. Т. Аксаков : Краевед. очерки. — Уфа: Башк. кн. изд-во, 1981. — 175 с.
- Г. Ф. Гудков, З. И. Гудкова. С. Т. Аксаков. Семья и окружение : Краевед. очерки. — Уфа: Башк. кн. изд-во, 1991. — 373 с.
- Ю. А. Узиков. Исторические памятники Уфы. — Уфа: Китап, 1999. — 286 с. — ISBN 978-5-295-02294-4.
- М. А. Чванов. Аксаковские места в Башкирии. — Уфа: Башк. кн. изд-во, 1976. — 71 с.
- Ф. Д. Ахмерова. Блохины // Башкирская энциклопедия / гл. ред. М. А. Ильгамов. — Уфа : ГАУН РБ «Башкирская энциклопедия», 2015—2024. — ISBN 978-5-88185-306-8.
- Ф. Д. Ахмерова. Видинеев Василий Ильич // Башкирская энциклопедия / гл. ред. М. А. Ильгамов. — Уфа : ГАУН РБ «Башкирская энциклопедия», 2015—2024. — ISBN 978-5-88185-306-8.

#### Статьи
- Зинаида Гудкова. Кто купил имение Аксаковых (в Голубиной слободке) // Вечерняя Уфа : газета. — 1998. — 17 октября. — С. 3.
- Зинаида Гудкова. Кто купил имение Аксаковых (в Голубиной слободке) // Вечерняя Уфа : газета. — 1998. — 20 октября. — С. 3.
- Зинаида Гудкова. Усадьба Аксаковых в Голубиной слободке: Ист.-краевед. очерк // Бельские просторы. — 1999. — № 9. — С. 170–178.
- Зинаида Гудкова. Усадьба Аксаковых в Голубиной слободке: Ист.-краевед. очерк // Бельские просторы. — 1999. — № 10. — С. 170–185.